# Amorpheae
Amorpheae Boriss. è una tribù di piante della famiglia delle Fabacee (sottofamiglia Faboideae).

## Tassonomia
La tribù comprende i seguenti generi:
- Amorpha L.
- Apoplanesia C.Presl
- Dalea L.
- Errazurizia Phil.
- Eysenhardtia Kunth
- Marina Liebm.
- Parryella Torr. & A.Gray
- Psorothamnus Rydb.